# Валлійські тріади
Валлійські тріади (валл. Trioedd Ynys Prydein, ін. "Тріади острова Британія") - група споріднених текстів у середньовічних рукописах, які зберігають фрагменти валлійського фольклору, міфології та традиційної історії у групах з трьох персонажів. Тріада - це риторична форма, за допомогою якої об’єкти об’єднуються у три, із заголовком, що вказує на точку подібності; наприклад, "Три речі, які нелегко стримати: потік річки, політ стріли і язик дурня". 

## Зміст
Тексти містять посилання на короля Артура та інших напівлегендарних персонажів римської Британії, міфічних діячів, таких як Бран Блаженний, незаперечно історичних персонажів, таких як Алан IV, герцог Бретані (якого називають Алан Фірган) та персоналій залізної доби, таких як а Касваллавн (Кассівелаун) та Карадока (Каратака).
Деякі тріади просто дають список із трьох персонажів, у яких є щось спільне, (наприклад, "три несерйозні барди острова Британія" ) тоді як інші містять істотне розяснення. Форма тріади, ймовірно, виникла серед валлійських бардів чи поетів як мнемонічна допомога у складанні своїх віршів та оповідань, а згодом стала риторичним засобом валлійської літератури. Середньовічна валлійська казка "Кулхч і Олвен" містить багато тріад, вписаних у її зміст.

## Найдавніша збережена колекція
Найдавніша збережена колекція валлійських тріад пов'язана з рукописом Peniarth 16, який зараз знаходиться в Національній бібліотеці Уельсу, і датований третьою чвертю 13 століття. Він містить 46 із 96 відомих тріад, зібраних Рейчел Бромвіч. Іншими важливими рукописами є Peniarth 45 (створений близько 1275 року), а також пара Біла книга Ридерха (валлійська: Llyfr Gwyn Rhydderch ) і Червона книга Хергеста (валлійська: Llyfr Coch Hergest ), які поділяють загальну версію, явно відмінну від версії поданій у рукописах Пеніарта. 

## Пізніші зібранняї
Валійський антиквар 18 століття Іоло Моргангв склав збірку тріад, які, як він стверджував, взяв із власної колекції рукописів. Деякі з його тріад подібні до тих, що знайдені в середньовічних рукописах, але деякі є унікальними і, як вважається, є його власною вигадкою. 

## Дивитися також
- Мабіногіон

## Зовнішні посилання
- Тріади з Червоної книги Гергеста [Архівовано 4 лютого 2012 у Wayback Machine.]
- Тріади від MS Peniarth 54 [Архівовано 25 серпня 2012 у Wayback Machine.]
- Тріади Північної Британії [Архівовано 19 квітня 2012 у Wayback Machine.]
- Тріади лицарів двору короля Артура [Архівовано 22 грудня 2012 у Wayback Machine.]
- Бардівські тріади від MS Peniarth 20 [Архівовано 19 квітня 2012 у Wayback Machine.]
- Тріади Ініса Придейна [Архівовано 5 червня 2021 у Wayback Machine.]